# Teateråret 1860

## Händelser
- 21 maj – Daniel Hwasser blir tillförordnad direktör för De kungliga teatrarna.[1]

## Årets uppsättningar

### December
- 14 december - Eva Brags pjäs Tantens glömska har urpremiär på Södra teatern i Stockholm [2].

## Födda
- 29 januari - Anton Tjechov (död 1904), rysk författare, novellist och dramatiker.
- 7 februari - Anna Norrie (död 1957), svensk skådespelare och operettsångerska.
- 8 februari - Emil Adami (död 1938), svensk operasångare.
- 20 februari - Karl Mantzius (död 1921), dansk skådespelare, regissör och författare.
- 31 juli - Ellen Hartman-Cederström (död 1945), svensk skådespelare.
- 17 augusti - Axel Ringvall (död 1927), svensk skådespelare och operettsångare.
- 13 oktober - Carl August Söderman (död 1916), svensk operasångare.
- 4 december - Lillian Russell (död 1922), amerikansk sångerska och skådespelerska.

## Avlidna
- 26 januari - Wilhelmine Schröder-Devrient (född 1804), tysk operasångerska.

### Fotnoter
1. ↑  Johannes Svanberg (1917-1918). Kungl. teatrarne under ett halft sekel 1860-1910: personalhistoriska anteckningar. Stockholm: Nordisk familjebok. sid. 35. Libris 287664
2. ↑  ”Dramawebben”. Arkiverad från originalet den 11 augusti 2010. https://web.archive.org/web/20100811235752/http://www.dramawebben.se/pjas/tantens-glomska. Läst 23 mars 2011.